# Reiziger (vervoer)
Een reiziger is iemand die zich verplaatst van een herkomst naar een bestemming. Reizen kan te voet, door gebruik te maken van een eigen vervoermiddel, of door gebruik te maken van een vervoersdienst die geleverd wordt door een vervoerder.
Indien de reiziger gebruikmaakt van een vervoersdienst, dan is de reiziger klant en de vervoerder leverancier. Als het echter om een gesubsidieerde vervoersdienst gaat, dan kan de vervoerder voor zijn inkomsten meer van de overheid dan van de reiziger afhankelijk zijn en zal hij om te overleven zijn marketing op de overheid moeten richten, zodat feitelijk niet de reiziger maar de overheid klant is.
Een reiziger kan zijn of haar belangen verdedigen door zich aan te sluiten bij een stichting of vereniging. Voorbeelden hiervan zijn:
- ANWB
- TreinTramBus (TTB)
- Liftcentrale
- Nivon
- Vereniging Reizigers Openbaar Vervoer (ROVER)
- Fietsersbond (Nederland)
- Fietsersbond (Vlaanderen)
- Pro Velo
- Stichting Vrienden op de Fiets
- Te Voet
- Vrienden van de Voetveren

## Etymologie
Het woord reiziger is, anders dan men zou denken, niet ontleend aan het werkwoord reizen, maar aan het Middelhoogduitse Reisiger. Het middeleeuwse woord duidt op iemand die reisig is, d.w.z. op krijgstocht zijnd, en is afgeleid van Reise (=krijgstocht). Ook het Nederlandse woord reis betekent oorspronkelijk krijgstocht.